# Jean-Marie Floch
Jean-Marie Floch (Montgeron, 9 novembre 1947 – Parigi, 10 aprile 2001) è stato un semiologo e pubblicitario professionista francese, ha fuso le due discipline dando vita per primo a un'analisi semiotico-testuale  della comunicazione pubblicitaria.
In particolare, Floch ha descritto il comportamento dei consumatori applicando il tradizionale quadrato semiotico. Secondo questo schema, i consumatori ricadono necessariamente in una o più delle valorizzazioni comportamentali espresse dal quadrato: pratica, ludico-estetica, utopica  o critica. A queste corrispondono quattro modi di fare pubblicità da parte delle imprese:
- pubblicità referenziale, quando il testo si mantiene legato alla realtà;
- pubblicità obliqua, quando si sfruttano le strategie del paradosso e dell'ironia, che vanno contro l'opinione comune;
- pubblicità mitica, nei casi in cui c'è un "rivestimento" di sogno del prodotto;
- pubblicità sostanziale, quando esiste un "iperrealismo" del prodotto, del quale si selezionano ed enfatizzano alcune caratteristiche individuanti.

## Opere
- Jean-Marie Floch, Les formes de l'empreinte. Brandt, Cartier-Bresson, Doisneau, Stieglitz, Strand, Périgueux, Fanlac, 1986, ISBN 9782865771059.
- Jean-Marie Floch, Forme dell'impronta. Cinque fotografie di Brandt, Cartier-Bresson, Doisneau, Stieglitz, Strand, Roma, Meltemi, 2003, ISBN 9788883532207.
- Jean-Marie Floch, Sémiotique, marketing et communication, Paris, Puf, 1990, ISBN 9782130525363.
- Jean-Marie Floch, Semiotica, marketing e comunicazione. Dietro i segni, le strategie, Milano, Franco Angeli, 1992, ISBN 9788820472092.
- Jean-Marie Floch, Identités visuelles, Paris, Puf, 1995, ISBN 9782130468455.
- Jean-Marie Floch, Identità visive. Waterman, Apple, Ibm, Chanel, Ikea e altri casi di marca, Milano, Franco Angeli, 1997, ISBN 9788891741431.
- Jean-Marie Floch, Bricolage. Lettere ai semiologi della terra ferma, Roma, Meltemi, 2006, ISBN 9788883534614.
- Jean-Marie Floch, Bricolage. Analizzare pubblicità, immagini e spazi, Milano, Franco Angeli, 2013, ISBN 9788820419325.